# Arrondissement di Mauriac
L'arrondissement di Mauriac è un arrondissement dipartimentale della Francia situato nel dipartimento del Cantal, appartenente alla regione dell'Alvernia-Rodano-Alpi.

## Composizione
L'arrondissement è composto da 55 comuni raggruppati in 6 cantoni:
- cantone di Champs-sur-Tarentaine-Marchal, con 4 comuni:
  - Beaulieu, Champs-sur-Tarentaine-Marchal, Lanobre e Trémouille.
- cantone di Mauriac, con 11 comuni:
  - Arches, Auzers, Chalvignac, Drugeac, Jaleyrac, Mauriac, Méallet, Moussages, Salins, Sourniac e Le Vigean.
- cantone di Pleaux, con 8 comuni:
  - Ally, Barriac-les-Bosquets, Brageac, Chaussenac, Escorailles, Pleaux, Saint-Martin-Cantalès e Sainte-Eulalie.
- cantone di Riom-ès-Montagnes, con 8 comuni:
  - Apchon, Collandres, Menet, Riom-ès-Montagnes, Saint-Étienne-de-Chomeil, Saint-Hippolyte, Trizac e Valette.
- cantone di Saignes, con 12 comuni:
  - Antignac, Bassignac, Champagnac, Madic, La Monselie, Le Monteil, Saignes, Saint-Pierre, Sauvat, Vebret, Veyrières e Ydes.
- cantone di Salers, con 12 comuni:
  - Anglards-de-Salers, Le Falgoux, Le Fau, Fontanges, Saint-Bonnet-de-Salers, Saint-Chamant, Saint-Martin-Valmeroux, Saint-Paul-de-Salers, Saint-Projet-de-Salers, Saint-Vincent-de-Salers, Salers e Le Vaulmier.